# ناش اغواس
أيجن زاكري ناش فيكتوريانو أغواس (من مواليد 10 أكتوبر 1998)، المعروف باسم ناش اجواس، هو ممثل فلبيني ورجل أعمال / رائد أعمال ومستثمر عقاري وسياسي.

## روابط خارجية
- ناش اغواس على موقع IMDb (الإنجليزية)
- ناش اغواس على موقع ميوزك برينز (الإنجليزية)
- ناش اغواس على موقع قاعدة بيانات الفيلم (الإنجليزية)